# Falkenberg/Elster
För andra betydelser, se Falkenberg (olika betydelser).
Falkenberg/Elster, Falkenberg an der Elster, är en stad i Tyskland, belägen omkring 120 km söder om Berlins centrum, i länet Landkreis Elbe-Elster, förbundslandet Brandenburg. Staden ingår sedan den 1 januari 2020 i Verbandsgemeinde Liebenwerda med städerna Bad Liebenwerda, Mühlberg/Elbe och Uebigau-Wahrenbrück. Staden är en viktig regional järnvägsknut.

## Geografi
Staden ligger i södra delen av förbundslandet Brandenburg, på gränsen till Sachsen.  Vid stadens östra kommungräns rinner floden Schwarze Elster, en biflod till Elbe.  Närmaste storstäder är Berlin (120 km norrut), Leipzig (75 km västerut) och Cottbus (90 km österut).

### Administrativ indelning
Stadskommunen Falkenberg/Elster har sina nuvarande gränser sedan 2003.  Den indelas administrativt i följande delar (Ortsteile):
- Beyern
- Falkenbergs stadskärna
- Grossrössen och Kleinrössen
- Kölsa
- Rehfeld
- Schmerkendorf

## Historia

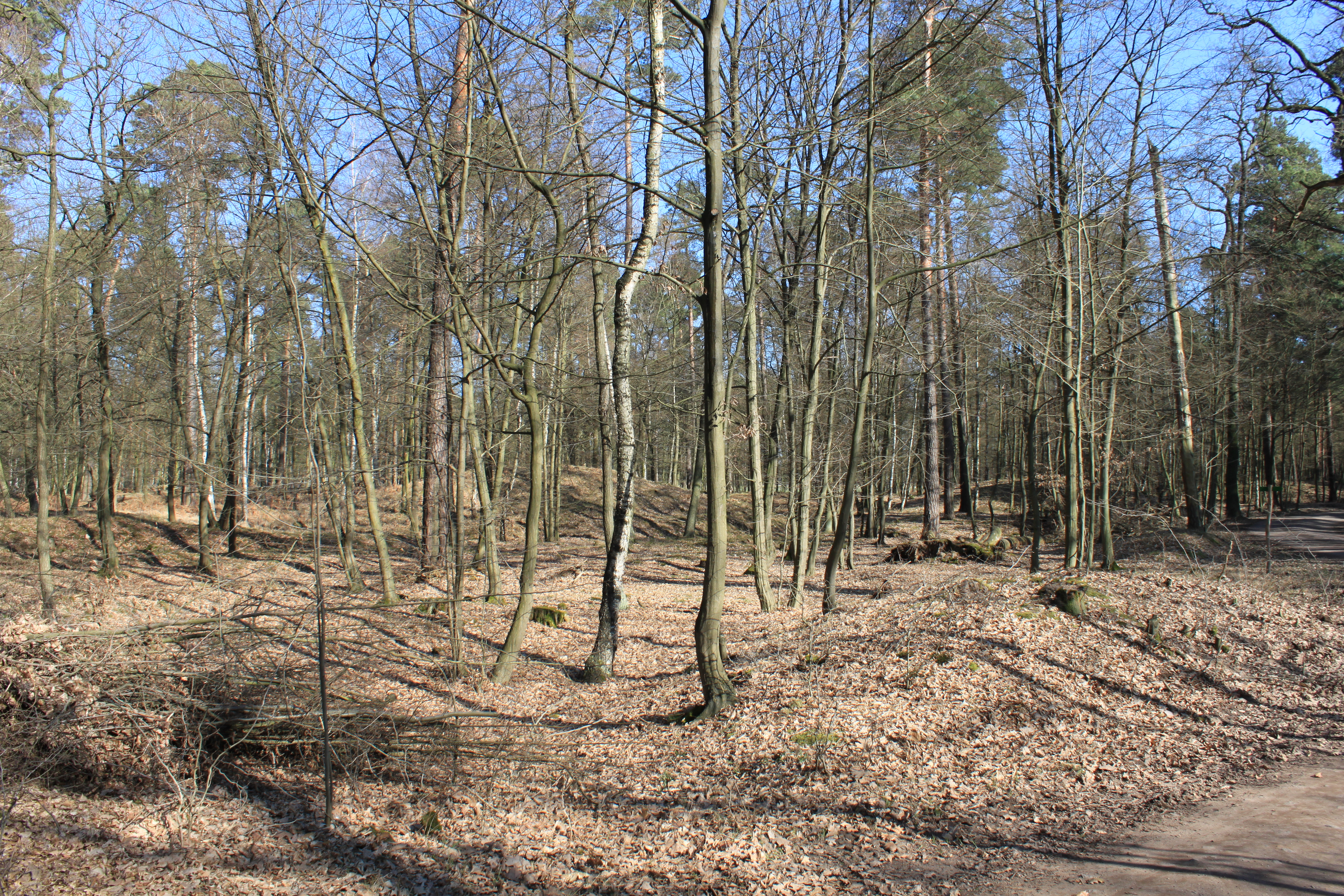
Gravfält från bronsåldern

I närheten av Schwarze Elster finns ett gravfält från bronsåldern, "Schweinert", det största sådana gravfältet i Tyskland med omkring 650 gravhögar utspridda över 30 ha.  Vid de hittills enda utgrävningarna som utfördes på 1930-talet hittades bland annat metallfynd från Hallstattkulturen, daterade till omkring 1150 f.Kr.
Byn Falkenberg omnämns för första gången i skrift som Valkenberch i samband med en klosterdonation 1251.  Orten var ända fram till 1800-talet en lantlig by med två stora gods.

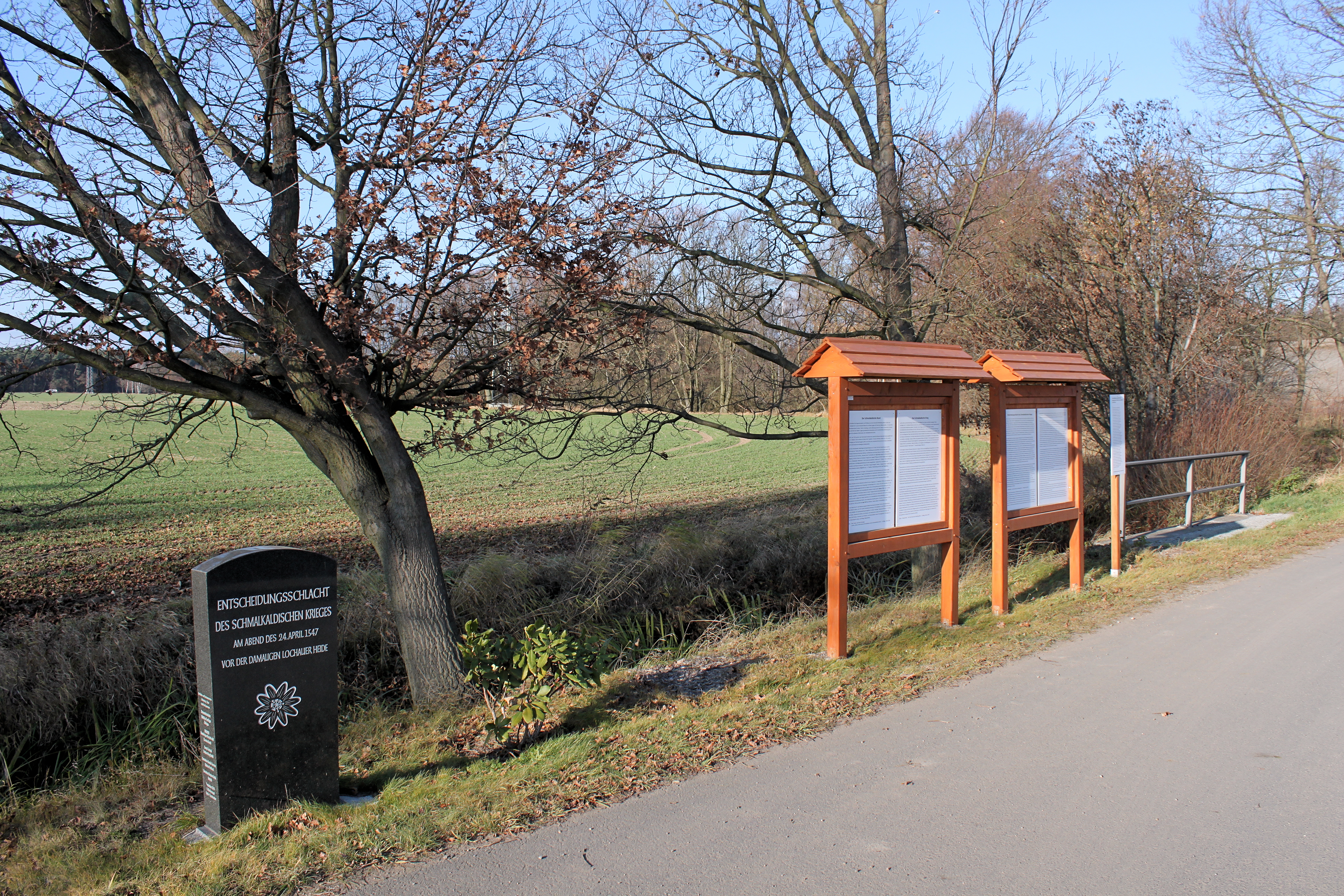
Minnesmärke över slaget vid Mühlberg.

År 1547, under det schmalkaldiska kriget, utspelades det avgörande skedet i slaget vid Mühlberg i skogen utanför Falkenberg, då den protestantiske kurfursten av Sachsen-Wittenberg, Johan Fredrik I, togs tillfånga av katolska kavallerister under kejsaren Karl V och hertigen Ferdinand av Alba.  Därmed avgjordes kriget till kejsarens fördel och Johan Fredrik förlorade kurfurstetiteln.
Ortens järnvägsstation byggdes 1848 i samband med att den nord-sydliga järnvägen Jüterbog-Riesa byggdes.  När även den öst-västliga sträckan Halle an der Saale-Cottbus anslöts 1872 blev orten en järnvägsknut vilket kraftigt påskyndade ortens tillväxt.  Preußische Staatseisenbahnen och Reichspost var viktiga arbetsgivare, och med järnvägen tillkom även i början av 1900-talet ett elverk, samt fabriker för firmorna Kupsch & Siedel och Hartsteinwerk.
Orten fick 1936 en militär utbildningsflygplats, som var i bruk fram till och med DDR-tiden.  Staden drabbades svårt av bombangrepp under andra världskriget på grund av sin viktiga roll som trafikknutpunkt.  Från 1952 tillhörde Falkenberg Kreis Herzberg i Östtyskland och staden tilldelades stadsrättigheter 1962.  Sedan distriktsreformerna 1993, efter Tysklands återförening, tillhör staden Landkreis Elbe-Elster i Brandenburg.
2009 tilldelades staden av Tysklands regering utmärkelsen Ort der Vielfalt som ett erkännande av stadens arbete för mångfald, tolerans och demokrati, samt mot högerextremism.

## Befolkning
Staden nådde temporärt sin största befolkning efter andra världskriget, omkring 12 000 invånare inom dagens gränser, till följd av den stora inflyttningen av fördrivna tysktalande från områdena öster om Oder.  Efter Tysklands återförening 1990 är befolkningstrenden stadigt sjunkande i Falkenberg, liksom i många andra orter på Brandenburgs landsbygd, och befolkningen uppgick 2011 till endast omkring 7000 personer.  Av denna anledning har flera kommunsammanslagningar genomförts sedan 1990.
| 1875 | 2 850  |
| 1890 | 3 120  |
| 1910 | 6 031  |
| 1925 | 7 763  |
| 1933 | 8 578  |
| 1939 | 9 194  |
| 1946 | 11 941 |
| 1950 | 11 273 |
| 1964 | 10 346 |
| 1971 | 10 596 |

| 1981 | 9 827 |
| 1985 | 9 749 |
| 1989 | 9 573 |
| 1990 | 9 443 |
| 1991 | 9 271 |
| 1992 | 9 138 |
| 1993 | 9 131 |
| 1994 | 9 091 |
| 1995 | 9 064 |
| 1996 | 8 974 |

| 1997 | 8 854 |
| 1998 | 8 689 |
| 1999 | 8 554 |
| 2000 | 8 435 |
| 2001 | 8 262 |
| 2002 | 8 075 |
| 2003 | 7 953 |
| 2004 | 7 819 |
| 2005 | 7 768 |
| 2006 | 7 627 |

| 2007 | 7 497 |
| 2008 | 7 378 |
| 2009 | 7 254 |
| 2010 | 7 098 |
| 2011 | 6 812 |
| 2012 | 6 650 |
| 2013 | 6 561 |

## Näringsliv
De största arbetsgivarna i staden är Deutsche Bahn, Deutsche Post/DHL, enviaM (envia Mitteldeutsche Energie AG) och Heller Elektro-Hausgeräte GmbH.

## Kultur och sevärdheter
- Brandenburgisches Eisenbahnmuseum Falkenberg (Elster), Brandenburgs järnvägsmuseum.
- Stadens hembygdsmuseum, vid torget.
- Schweinertgravfältet från bronsåldern, nordost om staden, är ett naturreservat och utgör det största i sitt slag i Tyskland.

## Kommunikationer
Staden ligger vid den federala landsvägen B 181 mellan Köthen och Bad Liebenwerda.
I Falkenberg korsas järnvägslinjerna:
- Berlin via Jüterbog - Dresden/Riesa via Röderau.
- Dessau-Rosslau - Węgliniec (i Polen).
- Halle an der Saale - Cottbus.

I kommunen ligger Flugplatz Lönnewitz, ett civilt flygfält med en 1,5 km betongbana.

## Kända Falkenbergbor
- Steffen Blochwitz (född 1967), tävlingscyklist och tränare.
- Ernst Hildebrand (1833-1924), porträttmålare.
- Emil Winkler (1835-1888), ingenjör.